# Michaelsberg (Siegburg)
Der Michaelsberg, umgangssprachlich Michelsberg genannt, ist eine 118,46 m ü. NHN hohe Erhebung in Siegburg im nordrhein-westfälischen Rhein-Sieg-Kreis, der etwa 55 m über der Stadt aufragt. Mit seiner ehemaligen Abtei Michaelsberg auf der Gipfelregion ist sie das Wahrzeichen der Stadt.

## Geographie

### Lage
Der Michaelsberg liegt östlich bis südöstlich der Siegburger Innenstadt. Vom dortigen Markt führt die Bergstraße hinauf zu einem nordwestlich der Gipfelregion gelegenen Parkplatz und dann weiter zur ehemaligen Abtei. Im Osten, Süden und Westen wird die zur Gemarkung Siegburg gehörende Erhebung vom Siegburger Mühlengraben (Kanal im Flusssystem Sieg) umflossen. In der südlich der Abteigebäude gelegenen Grünanlage mit dem Johannistürmchen liegt eine 115,4 m hohe Stelle. Auf der Erhebung befindet sich ein kleiner Teil des Landschaftsschutzgebiets Siegburg-Troisdorf-Sankt Augustin (CDDA-Nr. 555558590; 1991 ausgewiesen; 32,5083 km² groß).

### Naturräumliche Zuordnung
Der Michaelsberg gehört in der naturräumlichen Haupteinheitengruppe Niederrheinische Bucht (Nr. 55), in der Haupteinheit Kölner Bucht (551) sowie in der Untereinheit Siegburger Bucht (551.0) zum Naturraum Sieg-Agger-Niederung (551.01) und ist eine naturräumliche Singularität der Bucht. Die Landschaft leitet nach Norden in der Haupteinheit Bergische Heideterrasse (550) und in der Untereinheit Wahner Heide (550.0) in den Naturraum Lohmarer Heide (550.00) über.

## Geologie
Es handelt sich bei dem Michaelsberg, ebenso wie bei den Wolsbergen, um einen Basaltkegel, der somit die Reihe der Vulkane der Eifel und des Siebengebirges fortsetzt. Die Berge bestehen aus basaltischem Tuff und haben gegenüber den Gesteinen des Siebengebirges nur einen geringen Anteil an Basalt.

## Geschichte
Der Michaelsberg bot mit seiner Einzelstellung in der Kölner Bucht bereits den Ezzonen einen Standort für ihre zentrale Burg im Auelgau. Bis zur Einrichtung der Benediktiner-Abtei Michaelsberg trug die Erhebung den Namen Sygberg.
Der Bergbereich der Abtei unterstand im Mittelalter nicht der Hoheit der Stadt, sondern war eigenständig, bzw. dem Erzbischof von Köln unterstellt. An mittelalterlichen Anlagen findet man am Michaelsberg noch den Hexenturm und das Johannistürmchen.

## Galerie

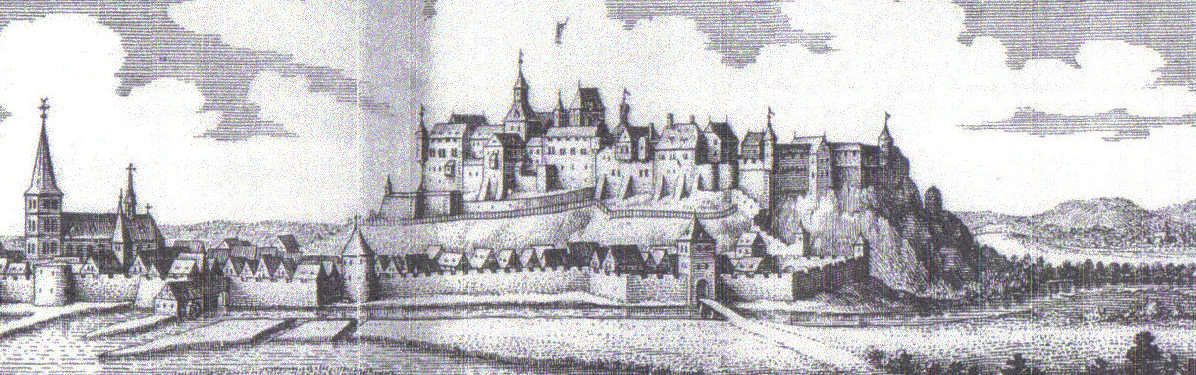
Ansicht von 1646 nach Matthäus Merian
Der Michaelsberg um 1860
Zuchthaus Michaelsberg 1884 vom Neuenhof aus gesehen
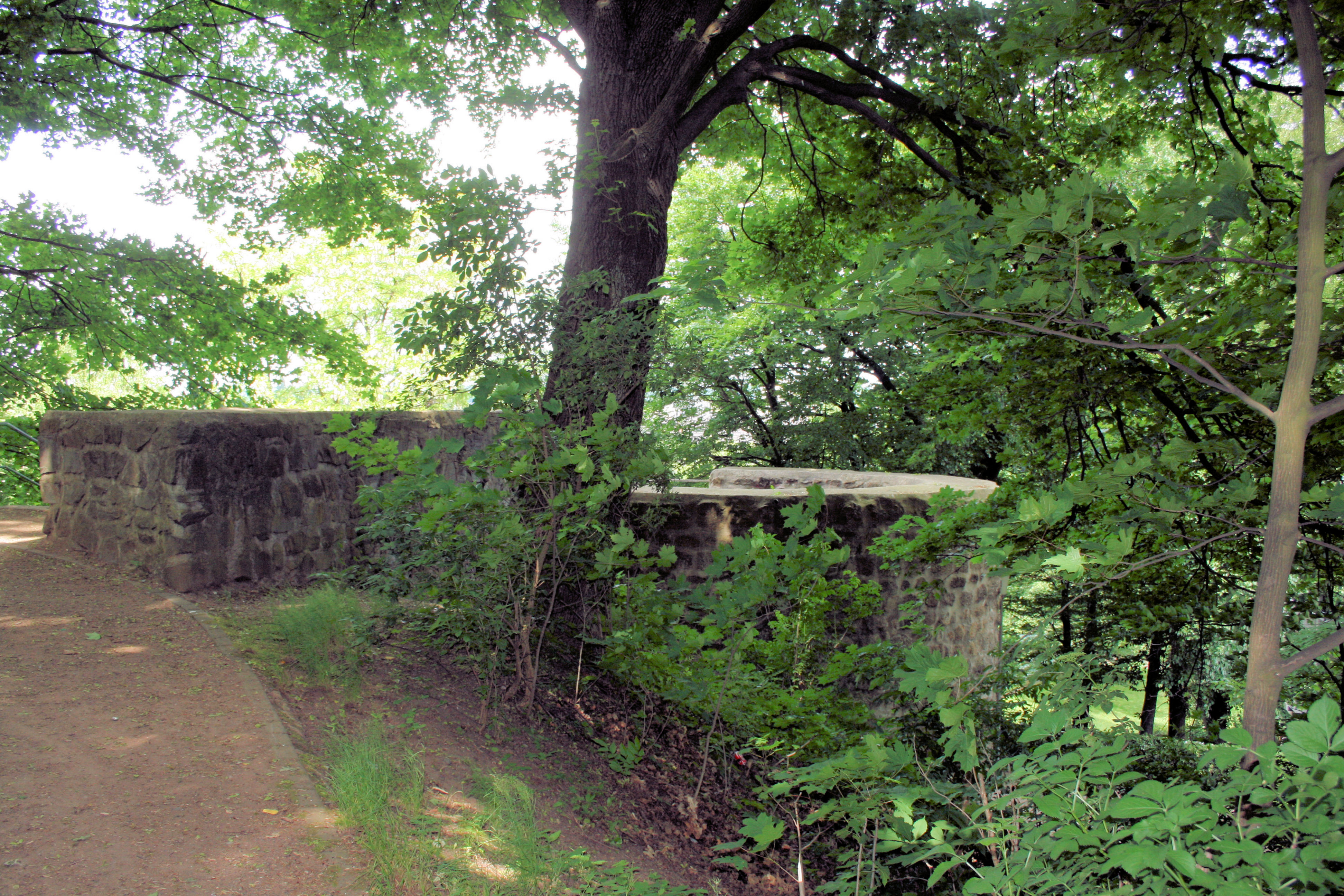
Rekonstruierte Grundmauern des Hexenturms
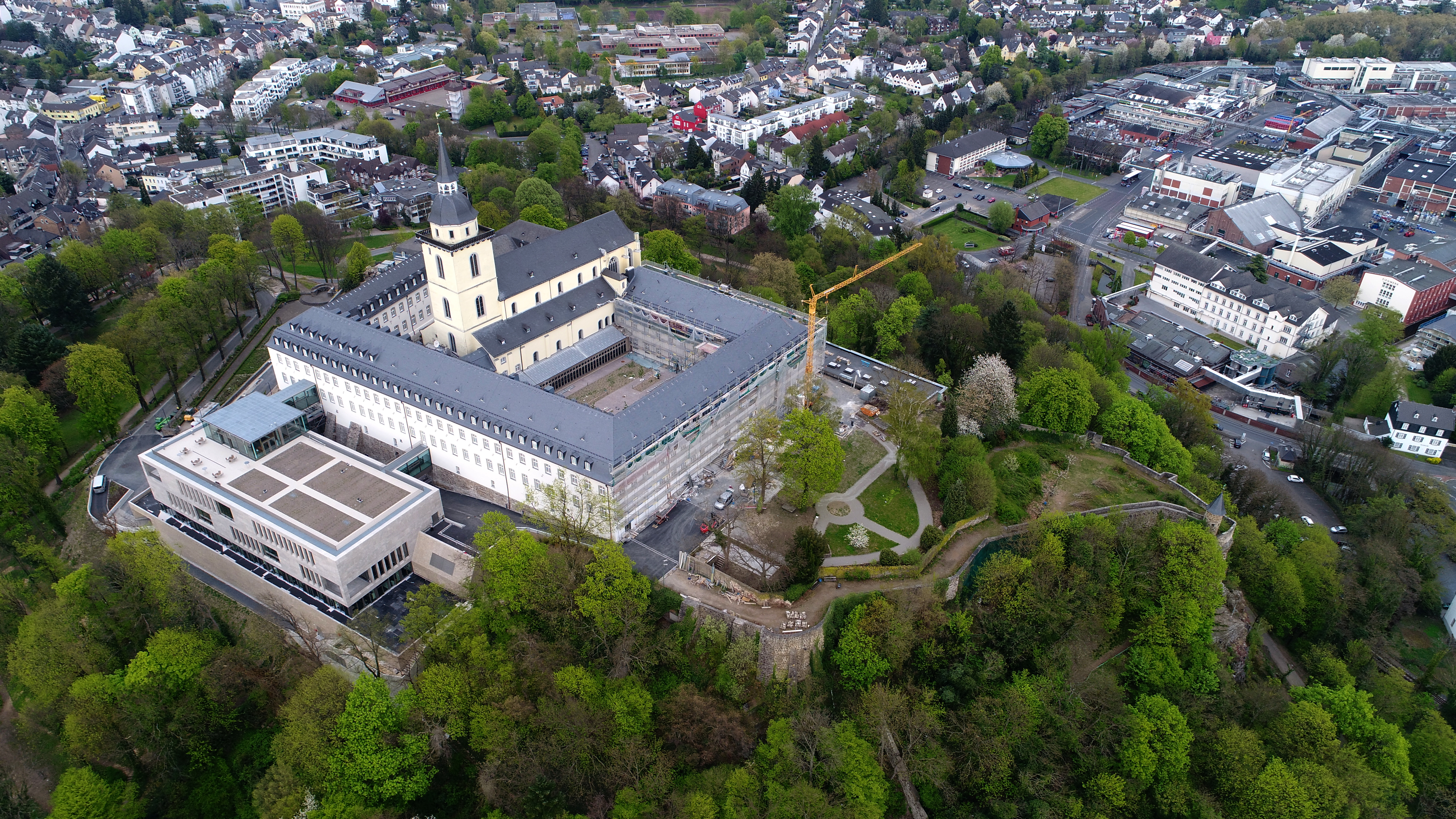
Aus der Vogelperspektive (2017)